# Савозеро (озеро, Алёховщинское сельское поселение)
Савозеро — пресноводное озеро на территории Алёховщинского сельского поселения Лодейнопольского района Ленинградской области.

## Общие сведения
Площадь озера — 12,2 км², площадь водосборного бассейна — 54,7 км². Располагается на высоте 97,0 метра над уровнем моря.
Форма озера лопастная, продолговатая: оно более чем на восемь километров вытянуто с северо-запада на юго-восток. Берега изрезанные, каменисто-песчаные, преимущественно возвышенные, местами заболоченные.
Из восточного залива озера вытекает безымянная протока, впадающая в Мунозеро, из которого берёт начало река Савинка, впадающая в реку Оять, левый приток Свири.
В озере около десяти островов различной площади, рассредоточенных по всей площади водоёма, однако их количество может варьироваться в зависимости от уровня воды.
Вдоль северного берега Савозера проходит дорога местного значения 41К-639 («Комбаково — Шапша — Печеницы»).
Населённые пункты вблизи водоёма отсутствуют.
Код объекта в государственном водном реестре — 01040100811102000015937.